# جونگ هه این (بازیگر، زاده ۱۹۹۰)
جونگ هه این (کره‌ای: 정혜인؛ زادهٔ ۲۰ سپتامبر ۱۹۹۰) بازیگر اهل کره جنوبی است. او بیشتر به خاطر ایفای نقش در مجموعه‌های تلویزیونی دکتر غریبه (۲۰۱۴)، هیلر (۲۰۱۴–۲۰۱۵)، شعبده‌بازان (۲۰۱۷)، خانواده مهربان (۲۰۱۹) و افسانه سیزیف (۲۰۲۱) شناخته می‌شود.

## فیلم‌شناسی

### مجموعه تلویزیونی
| سال       | عنوان          | نقش                   | منابع |
| --------- | -------------- | --------------------- | ----- |
| ۲۰۱۴      | دکتر غریبه     | پرستار                | [ ۲ ] |
| ۲۰۱۴–۲۰۱۵ | هیلر           | جوانی چوی میونگ هی    | [ ۳ ] |
| ۲۰۱۵      | نجات خانواده   | گو یه وون             | [ ۴ ] |
| ۲۰۱۷      | شعبده‌بازان     | پارک کیونگ ره         | [ ۵ ] |
| ۲۰۱۸      | عشق تا پایان   | امیلی                 | [ ۶ ] |
| ۲۰۱۹      | خانواده مهربان | لی کیونگ آه           | [ ۷ ] |
| ۲۰۲۰      | روگال          | سونگ می نا            | [ ۸ ] |
| ۲۰۲۱      | افسانه سیزیف   | کیم سو جین / کیم اگنس | [ ۹ ] |

### مجموعه اینترنتی
| سال  | عنوان              | نقش         | منابع  |
| ---- | ------------------ | ----------- | ------ |
| ۲۰۲۲ | دی‌ام‌زی ده‌سونگ دونگ | پارک هیو جو | [ ۱۰ ] |